# Варламов Юрій Олександрович
Ю́рій Олекса́ндрович Варла́мов (рос. Юрий Александрович Варламов; * 7 квітня 1938, Ленінград) — радянський футболіст. Майстер спорту СРСР (1959).
Нападник, виступав за «Динамо», «Адміралтієць» і «Зеніт» (усі — Ленінград), «Авангард» (Комсомольськ-на-Амурі), «Карпати» (Львів), «Автомобіліст» (Одеса), «Суднобудівник» (Миколаїв), «Сільбуд» (Полтава), «Текстильник» (Іваново).
Мешкає в Санкт-Петербурзі.